# Jarjayes
 Jarjayes  es una comuna y población de Francia, en la región de Provenza-Alpes-Costa Azul, departamento de Altos Alpes, en el distrito de Gap y cantón de Tallard. Está integrada en la Communauté de communes de Tallard-Barcillonnette.

## Demografía
| 210 | 196 | 203 | 254 | 312 | 379 |
| Para los censos de 1962 a 1999 la población legal corresponde a la población sin duplicidades (Fuente: INSEE [Consultar]) |     |     |     |     |     |